# Tour de Haut-Var 2019
La 51.ª edición de la competición ciclista el Tour de Haut-Var fue una carrera de ciclismo en ruta por etapas que se celebró entre el 22 y el 24 de febrero de 2019 en Francia, con inicio en el municipio de la comuna francesa de Vence y final en el monte Mont Faron de la ciudad de Tolón sobre un recorrido de 491,9 kilómetros.
La carrera formó parte del UCI Europe Tour 2019 dentro de la categoría UCI 2.1. El vencedor final fue el francés Thibaut Pinot del Groupama-FDJ seguido del también francés Romain Bardet del AG2R La Mondiale y el británico Hugh Carthy del EF Education First.

## Equipos participantes
Tomaron parte en la carrera 18 equipos: 4 de categoría UCI WorldTour 2019 invitados por la organización; 11 de categoría Profesional Continental; y 3 de categoría Continental. Formando así un pelotón de 122 ciclistas de los que acabaron 102. Los equipos participantes fueron:
| WorldTeams (4)- AG2R La Mondiale - Groupama-FDJ - Trek-Segafredo - EF Education First Equipos continentales profesionales (11)- Arkéa-Samsic - Cofidis, Solutions Crédits - Delko-Marseille Provence - Direct Énergie - Vital Concept-B&B Hotels - Androni Giocattoli-Sidermec - Wallonie Bruxelles - Burgos-BH - Israel Cycling Academy - Riwal Readynez - Euskadi Basque Country-Murias Equipos continentales (3)- Saint Michel-Auber 93 - Natura4Ever-Roubaix Lille Métropole - Sovac |
| |

## Recorrido
El Tour de Haut-Var dispuso de tres etapas para un recorrido total de 491,9 kilómetros.
| Etapa     | Fecha     | Recorrido                    | type                   | Distancia (km) | Ganador        | Líder          |
| --------- | --------- | ---------------------------- | ---------------------- | -------------- | -------------- | -------------- |
| 1.ª etapa | 22 de feb | Vence – Mandelieu-la-Napoule | etapa llana            | 154,5          | Sep Vanmarcke  | Sep Vanmarcke  |
| 2.ª etapa | 23 de feb | Vidauban – Mons              | etapa escarpada        | 201,4          | Giulio Ciccone | Giulio Ciccone |
| 3.ª etapa | 24 de feb | La Londe – Mont Faron        | etapa de media montaña | 136            | Thibaut Pinot  | Thibaut Pinot  |

## Desarrollo de la carrera

### 1.ª etapa
| Vence - Mandelieu-la-Napoule | etapa llana | (154,5 km) |

| \| Clasificación de la etapa \| Clasificación de la etapa \| Clasificación de la etapa \| Clasificación de la etapa \| Clasificación de la etapa \| \| Ciclista \| Ciclista \| Equipo \| Tiempo \| \| \| ------------------------- \| ------------------------- \| --------------------------- \| ------------------------- \| ------------------------- \| \| 1.º \| Sep Vanmarcke \| EF Education First \| 4 h 00 min 22 s \| \| \| 2.º \| Julien El Fares \| Delko Marseille Provence \| + 0 s \| \| \| 3.º \| Giulio Ciccone \| Trek-Segafredo \| + 0 s \| \| \| 4.º \| Rudy Molard \| Groupama-FDJ \| + 0 s \| \| \| 5.º \| Alexis Vuillermoz \| AG2R La Mondiale \| + 0 s \| \| \| 6.º \| Lucas Eriksson \| Riwal Readynez \| + 0 s \| \| \| 7.º \| Krists Neilands \| Israel Cycling Academy \| + 0 s \| \| \| 8.º \| Thibaut Pinot \| Groupama-FDJ \| + 0 s \| \| \| 9.º \| Miguel Flórez López \| Androni Giocattoli-Sidermec \| + 0 s \| \| \| 10.º \| Dimitri Peyskens \| Wallonie Bruxelles \| + 0 s \| \| |                     |                             |                 |
| |                     |                             |                 |
| Fuente: ProCyclingStats |                     |                             |                 |
| Clasificación de la etapa |                     |                             |                 |
| Ciclista | Ciclista            | Equipo                      | Tiempo          |
| 1.º | Sep Vanmarcke       | EF Education First          | 4 h 00 min 22 s |
| 2.º | Julien El Fares     | Delko Marseille Provence    | + 0 s           |
| 3.º | Giulio Ciccone      | Trek-Segafredo              | + 0 s           |
| 4.º | Rudy Molard         | Groupama-FDJ                | + 0 s           |
| 5.º | Alexis Vuillermoz   | AG2R La Mondiale            | + 0 s           |
| 6.º | Lucas Eriksson      | Riwal Readynez              | + 0 s           |
| 7.º | Krists Neilands     | Israel Cycling Academy      | + 0 s           |
| 8.º | Thibaut Pinot       | Groupama-FDJ                | + 0 s           |
| 9.º | Miguel Flórez López | Androni Giocattoli-Sidermec | + 0 s           |
| 10.º | Dimitri Peyskens    | Wallonie Bruxelles          | + 0 s           |

| \| Clasificación general \| Clasificación general \| Clasificación general \| Clasificación general \| Clasificación general \| \| Ciclista \| Ciclista \| Equipo \| Tiempo \| \| \| --------------------- \| --------------------- \| --------------------------- \| --------------------- \| --------------------- \| \| 1.º \| Sep Vanmarcke \| EF Education First \| 4 h 00 min 22 s \| \| \| 2.º \| Julien El Fares \| Delko Marseille Provence \| + 0 s \| \| \| 3.º \| Giulio Ciccone \| Trek-Segafredo \| + 0 s \| \| \| 4.º \| Rudy Molard \| Groupama-FDJ \| + 0 s \| \| \| 5.º \| Alexis Vuillermoz \| AG2R La Mondiale \| + 0 s \| \| \| 6.º \| Lucas Eriksson \| Riwal Readynez \| + 0 s \| \| \| 7.º \| Krists Neilands \| Israel Cycling Academy \| + 0 s \| \| \| 8.º \| Thibaut Pinot \| Groupama-FDJ \| + 0 s \| \| \| 9.º \| Miguel Flórez López \| Androni Giocattoli-Sidermec \| + 0 s \| \| \| 10.º \| Dimitri Peyskens \| Wallonie Bruxelles \| + 0 s \| \| |                     |                             |                 |
| |                     |                             |                 |
| Fuente: ProCyclingStats |                     |                             |                 |
| Clasificación general |                     |                             |                 |
| Ciclista | Ciclista            | Equipo                      | Tiempo          |
| 1.º | Sep Vanmarcke       | EF Education First          | 4 h 00 min 22 s |
| 2.º | Julien El Fares     | Delko Marseille Provence    | + 0 s           |
| 3.º | Giulio Ciccone      | Trek-Segafredo              | + 0 s           |
| 4.º | Rudy Molard         | Groupama-FDJ                | + 0 s           |
| 5.º | Alexis Vuillermoz   | AG2R La Mondiale            | + 0 s           |
| 6.º | Lucas Eriksson      | Riwal Readynez              | + 0 s           |
| 7.º | Krists Neilands     | Israel Cycling Academy      | + 0 s           |
| 8.º | Thibaut Pinot       | Groupama-FDJ                | + 0 s           |
| 9.º | Miguel Flórez López | Androni Giocattoli-Sidermec | + 0 s           |
| 10.º | Dimitri Peyskens    | Wallonie Bruxelles          | + 0 s           |

### 2.ª etapa
| Vidauban - Mons | etapa escarpada | (201,4 km) |

| \| Clasificación de la etapa \| Clasificación de la etapa \| Clasificación de la etapa \| Clasificación de la etapa \| Clasificación de la etapa \| \| Ciclista \| Ciclista \| Equipo \| Tiempo \| \| \| ------------------------- \| ------------------------- \| -------------------------- \| ------------------------- \| ------------------------- \| \| 1.º \| Giulio Ciccone \| Trek-Segafredo \| 5 h 19 min 30 s \| \| \| 2.º \| Thibaut Pinot \| Groupama-FDJ \| + 0 s \| \| \| 3.º \| Romain Bardet \| AG2R La Mondiale \| + 0 s \| \| \| 4.º \| Lilian Calmejane \| Direct Énergie \| + 0 s \| \| \| 5.º \| Alexis Vuillermoz \| AG2R La Mondiale \| + 0 s \| \| \| 6.º \| Julien El Fares \| Delko Marseille Provence \| + 0 s \| \| \| 7.º \| Nicolas Edet \| Cofidis, Solutions Crédits \| + 0 s \| \| \| 8.º \| Hugh Carthy \| EF Education First \| + 0 s \| \| \| 9.º \| Kilian Frankiny \| Groupama-FDJ \| + 0 s \| \| \| 10.º \| Romain Combaud \| Delko Marseille Provence \| + 10 s \| \| |                   |                            |                 |
| |                   |                            |                 |
| Fuente: ProCyclingStats |                   |                            |                 |
| Clasificación de la etapa |                   |                            |                 |
| Ciclista | Ciclista          | Equipo                     | Tiempo          |
| 1.º | Giulio Ciccone    | Trek-Segafredo             | 5 h 19 min 30 s |
| 2.º | Thibaut Pinot     | Groupama-FDJ               | + 0 s           |
| 3.º | Romain Bardet     | AG2R La Mondiale           | + 0 s           |
| 4.º | Lilian Calmejane  | Direct Énergie             | + 0 s           |
| 5.º | Alexis Vuillermoz | AG2R La Mondiale           | + 0 s           |
| 6.º | Julien El Fares   | Delko Marseille Provence   | + 0 s           |
| 7.º | Nicolas Edet      | Cofidis, Solutions Crédits | + 0 s           |
| 8.º | Hugh Carthy       | EF Education First         | + 0 s           |
| 9.º | Kilian Frankiny   | Groupama-FDJ               | + 0 s           |
| 10.º | Romain Combaud    | Delko Marseille Provence   | + 10 s          |

| \| Clasificación general \| Clasificación general \| Clasificación general \| Clasificación general \| Clasificación general \| \| Ciclista \| Ciclista \| Equipo \| Tiempo \| \| \| --------------------- \| --------------------- \| -------------------------- \| --------------------- \| --------------------- \| \| 1.º \| Giulio Ciccone \| Trek-Segafredo \| 9 h 19 min 52 s \| \| \| 2.º \| Julien El Fares \| Delko Marseille Provence \| + 0 s \| \| \| 3.º \| Thibaut Pinot \| Groupama-FDJ \| + 0 s \| \| \| 4.º \| Alexis Vuillermoz \| AG2R La Mondiale \| + 0 s \| \| \| 5.º \| Romain Bardet \| AG2R La Mondiale \| + 0 s \| \| \| 6.º \| Nicolas Edet \| Cofidis, Solutions Crédits \| + 0 s \| \| \| 7.º \| Hugh Carthy \| EF Education First \| + 0 s \| \| \| 8.º \| Rudy Molard \| Groupama-FDJ \| + 10 s \| \| \| 9.º \| Kilian Frankiny \| Groupama-FDJ \| + 14 s \| \| \| 10.º \| Mathias Le Turnier \| Cofidis, Solutions Crédits \| + 45 s \| \| |                    |                            |                 |
| |                    |                            |                 |
| Fuente: ProCyclingStats |                    |                            |                 |
| Clasificación general |                    |                            |                 |
| Ciclista | Ciclista           | Equipo                     | Tiempo          |
| 1.º | Giulio Ciccone     | Trek-Segafredo             | 9 h 19 min 52 s |
| 2.º | Julien El Fares    | Delko Marseille Provence   | + 0 s           |
| 3.º | Thibaut Pinot      | Groupama-FDJ               | + 0 s           |
| 4.º | Alexis Vuillermoz  | AG2R La Mondiale           | + 0 s           |
| 5.º | Romain Bardet      | AG2R La Mondiale           | + 0 s           |
| 6.º | Nicolas Edet       | Cofidis, Solutions Crédits | + 0 s           |
| 7.º | Hugh Carthy        | EF Education First         | + 0 s           |
| 8.º | Rudy Molard        | Groupama-FDJ               | + 10 s          |
| 9.º | Kilian Frankiny    | Groupama-FDJ               | + 14 s          |
| 10.º | Mathias Le Turnier | Cofidis, Solutions Crédits | + 45 s          |

### 3.ª etapa
| La Londe - Mont Faron | etapa de media montaña | (136 km) |

| \| Clasificación de la etapa \| Clasificación de la etapa \| Clasificación de la etapa \| Clasificación de la etapa \| Clasificación de la etapa \| \| Ciclista \| Ciclista \| Equipo \| Tiempo \| \| \| ------------------------- \| ------------------------- \| -------------------------- \| ------------------------- \| ------------------------- \| \| 1.º \| Thibaut Pinot \| Groupama-FDJ \| 3 h 19 min 52 s \| \| \| 2.º \| Romain Bardet \| AG2R La Mondiale \| + 3 s \| \| \| 3.º \| Hugh Carthy \| EF Education First \| + 5 s \| \| \| 4.º \| Lilian Calmejane \| Direct Énergie \| + 11 s \| \| \| 5.º \| Alexis Vuillermoz \| AG2R La Mondiale \| + 11 s \| \| \| 6.º \| Kilian Frankiny \| Groupama-FDJ \| + 13 s \| \| \| 7.º \| Nicolas Edet \| Cofidis, Solutions Crédits \| + 13 s \| \| \| 8.º \| Alexandre Geniez \| AG2R La Mondiale \| + 51 s \| \| \| 9.º \| Julien El Fares \| Delko Marseille Provence \| + 51 s \| \| \| 10.º \| Nans Peters \| AG2R La Mondiale \| + 56 s \| \| |                   |                            |                 |
| |                   |                            |                 |
| Fuente: ProCyclingStats |                   |                            |                 |
| Clasificación de la etapa |                   |                            |                 |
| Ciclista | Ciclista          | Equipo                     | Tiempo          |
| 1.º | Thibaut Pinot     | Groupama-FDJ               | 3 h 19 min 52 s |
| 2.º | Romain Bardet     | AG2R La Mondiale           | + 3 s           |
| 3.º | Hugh Carthy       | EF Education First         | + 5 s           |
| 4.º | Lilian Calmejane  | Direct Énergie             | + 11 s          |
| 5.º | Alexis Vuillermoz | AG2R La Mondiale           | + 11 s          |
| 6.º | Kilian Frankiny   | Groupama-FDJ               | + 13 s          |
| 7.º | Nicolas Edet      | Cofidis, Solutions Crédits | + 13 s          |
| 8.º | Alexandre Geniez  | AG2R La Mondiale           | + 51 s          |
| 9.º | Julien El Fares   | Delko Marseille Provence   | + 51 s          |
| 10.º | Nans Peters       | AG2R La Mondiale           | + 56 s          |

## Clasificaciones finales
- Las clasificaciones finalizaron de la siguiente forma:[3]

### Clasificación general
| \| Clasificación general \| Clasificación general \| Clasificación general \| Clasificación general \| Clasificación general \| \| Ciclista \| Ciclista \| Equipo \| Tiempo \| \| \| --------------------- \| --------------------- \| -------------------------- \| --------------------- \| --------------------- \| \| 1.º \| Thibaut Pinot \| Groupama-FDJ \| 12 h 39 min 44 s \| \| \| 2.º \| Romain Bardet \| AG2R La Mondiale \| + 3 s \| \| \| 3.º \| Hugh Carthy \| EF Education First \| + 5 s \| \| \| 4.º \| Alexis Vuillermoz \| AG2R La Mondiale \| + 11 s \| \| \| 5.º \| Nicolas Edet \| Cofidis, Solutions Crédits \| + 13 s \| \| \| 6.º \| Kilian Frankiny \| Groupama-FDJ \| + 27 s \| \| \| 7.º \| Julien El Fares \| Delko Marseille Provence \| + 51 s \| \| \| 8.º \| Giulio Ciccone \| Trek-Segafredo \| + 1 min 14 s \| \| \| 9.º \| Rudy Molard \| Groupama-FDJ \| + 1 min 54 s \| \| \| 10.º \| Mathias Le Turnier \| Cofidis, Solutions Crédits \| + 2 min 10 s \| \| |                    |                            |                  |
| |                    |                            |                  |
| Fuente: ProCyclingStats |                    |                            |                  |
| Clasificación general |                    |                            |                  |
| Ciclista | Ciclista           | Equipo                     | Tiempo           |
| 1.º | Thibaut Pinot      | Groupama-FDJ               | 12 h 39 min 44 s |
| 2.º | Romain Bardet      | AG2R La Mondiale           | + 3 s            |
| 3.º | Hugh Carthy        | EF Education First         | + 5 s            |
| 4.º | Alexis Vuillermoz  | AG2R La Mondiale           | + 11 s           |
| 5.º | Nicolas Edet       | Cofidis, Solutions Crédits | + 13 s           |
| 6.º | Kilian Frankiny    | Groupama-FDJ               | + 27 s           |
| 7.º | Julien El Fares    | Delko Marseille Provence   | + 51 s           |
| 8.º | Giulio Ciccone     | Trek-Segafredo             | + 1 min 14 s     |
| 9.º | Rudy Molard        | Groupama-FDJ               | + 1 min 54 s     |
| 10.º | Mathias Le Turnier | Cofidis, Solutions Crédits | + 2 min 10 s     |

### Clasificación de la montaña
| Clasificación de la montaña | Clasificación de la montaña | Clasificación de la montaña | Clasificación de la montaña | Clasificación de la montaña |
| Ciclista                    | Ciclista                    | Equipo                      | Puntos                      |                             |
| --------------------------- | --------------------------- | --------------------------- | --------------------------- | --------------------------- |
| 1.º                         | Cyril Gautier               | Vital Concept-B&B Hotels    | 26 pts                      |                             |
| 2.º                         | Pierre Rolland              | Vital Concept-B&B Hotels    | 16 pts                      |                             |
| 3.º                         | Hugh Carthy                 | EF Education First          | 14 pts                      |                             |
| 4.º                         | Alexis Gougeard             | AG2R La Mondiale            | 14 pts                      |                             |
| 5.º                         | Julien Bernard              | Trek-Segafredo              | 12 pts                      |                             |
| 6.º                         | Romain Bardet               | AG2R La Mondiale            | 12 pts                      |                             |
| 7.º                         | Arthur Vichot               | Vital Concept-B&B Hotels    | 12 pts                      |                             |
| 8.º                         | Thibaut Pinot               | Groupama-FDJ                | 10 pts                      |                             |
| 9.º                         | Giulio Ciccone              | Trek-Segafredo              | 10 pts                      |                             |
| 10.º                        | Lilian Calmejane            | Direct Énergie              | 10 pts                      |                             |

### Clasificación por puntos
| Clasificación por puntos | Clasificación por puntos | Clasificación por puntos   | Clasificación por puntos | Clasificación por puntos |
| Ciclista                 | Ciclista                 | Equipo                     | Puntos                   |                          |
| ------------------------ | ------------------------ | -------------------------- | ------------------------ | ------------------------ |
| 1.º                      | Thibaut Pinot            | Groupama-FDJ               | 53 pts                   |                          |
| 2.º                      | Giulio Ciccone           | Trek-Segafredo             | 41 pts                   |                          |
| 3.º                      | Romain Bardet            | AG2R La Mondiale           | 39 pts                   |                          |
| 4.º                      | Julien El Fares          | Delko Marseille Provence   | 37 pts                   |                          |
| 5.º                      | Alexis Vuillermoz        | AG2R La Mondiale           | 36 pts                   |                          |
| 6.º                      | Lilian Calmejane         | Direct Énergie             | 28 pts                   |                          |
| 7.º                      | Hugh Carthy              | EF Education First         | 26 pts                   |                          |
| 8.º                      | Sep Vanmarcke            | EF Education First         | 25 pts                   |                          |
| 9.º                      | Nicolas Edet             | Cofidis, Solutions Crédits | 22 pts                   |                          |
| 10.º                     | Rudy Molard              | Groupama-FDJ               | 19 pts                   |                          |

### Clasificación de los jóvenes
| Clasificación del mejor joven | Clasificación del mejor joven | Clasificación del mejor joven | Clasificación del mejor joven | Clasificación del mejor joven |
| Ciclista                      | Ciclista                      | Equipo                        | Tiempo                        |                               |
| ----------------------------- | ----------------------------- | ----------------------------- | ----------------------------- | ----------------------------- |
| 1.º                           | Mathias Le Turnier            | Cofidis, Solutions Crédits    | 12 h 41 min 54 s              |                               |
| 2.º                           | Fernando Barceló              | Euskadi Basque Country-Murias | + 1 min 46 s                  |                               |
| 3.º                           | Lucas Eriksson                | Riwal Readynez                | + 3 min 56 s                  |                               |
| 4.º                           | Miguel Flórez López           | Androni Giocattoli-Sidermec   | + 8 min 12 s                  |                               |
| 5.º                           | Tom Wirtgen                   | Wallonie Bruxelles            | + 8 min 33 s                  |                               |
| 6.º                           | Mathieu Burgaudeau            | Direct Énergie                | + 14 min 10 s                 |                               |
| 7.º                           | Kenny Molly                   | Wallonie Bruxelles            | + 14 min 57 s                 |                               |
| 8.º                           | Daniel Muñoz                  | Androni Giocattoli-Sidermec   | + 16 min 30 s                 |                               |
| 9.º                           | Nicola Conci                  | Trek-Segafredo                | + 23 min 56 s                 |                               |
| 10.º                          | Jaume Sureda                  | Burgos-BH                     | + 30 min 25 s                 |                               |

### Clasificación por equipos
| Clasificación por equipos | Clasificación por equipos   | Clasificación por equipos | Clasificación por equipos |
| Equipo                    | Equipo                      | Tiempo                    |                           |
| ------------------------- | --------------------------- | ------------------------- | ------------------------- |
| 1.º                       | Groupama-FDJ                | 38 h 01 min 33 s          |                           |
| 2.º                       | Cofidis, Solutions Crédits  | + 2 min 40 s              |                           |
| 3.º                       | AG2R La Mondiale            | + 4 min 04 s              |                           |
| 4.º                       | Trek-Segafredo              | + 11 min 09 s             |                           |
| 5.º                       | Riwal Readynez              | + 12 min 56 s             |                           |
| 6.º                       | EF Education First          | + 13 min 47 s             |                           |
| 7.º                       | Direct Énergie              | + 13 min 48 s             |                           |
| 8.º                       | Delko-Marseille Provence    | + 15 min 34 s             |                           |
| 9.º                       | Arkéa-Samsic                | + 15 min 46 s             |                           |
| 10.º                      | Androni Giocattoli-Sidermec | + 19 min 17 s             |                           |

## Evolución de las clasificaciones
| Etapa                   | Vencedor                | Clasificación general | Clasificación de la montaña | Clasificación por puntos | Clasificación de los jóvenes | Clasificación por equipos |
| ----------------------- | ----------------------- | --------------------- | --------------------------- | ------------------------ | ---------------------------- | ------------------------- |
| 1.ª                     | Sep Vanmarcke           | Sep Vanmarcke         | Julien Bernard              | Sep Vanmarcke            | Lucas Eriksson               | Groupama-FDJ              |
| 2.ª                     | Giulio Ciccone          | Giulio Ciccone        | Cyril Gautier               | Giulio Ciccone           | Mathias Le Turnier           | Groupama-FDJ              |
| 3.ª                     | Thibaut Pinot           | Thibaut Pinot         | Cyril Gautier               | Thibaut Pinot            | Mathias Le Turnier           | Groupama-FDJ              |
| Clasificaciones finales | Clasificaciones finales | Thibaut Pinot         | Cyril Gautier               | Thibaut Pinot            | Mathias Le Turnier           | Groupama-FDJ              |

## UCI World Ranking
El Tour de Haut-Var otorgó puntos para el UCI World Ranking para corredores de los equipos en las categorías UCI WorldTeam, Profesional Continental y Equipos Continentales. Las siguientes tablas son el baremo de puntuación y los 10 corredores que obtuvieron más puntos:
| Posición              | 1.º | 2.º | 3.º | 4.º | 5.º | 6.º | 7.º | 8.º | 9.º | 10.º | 11.ª | 12.ª | 13.ª-15.ª | 16.ª-25.ª |
| Clasificación general | 125 | 85  | 70  | 60  | 50  | 40  | 35  | 30  | 25  | 20   | 15   | 10   | 5         | 3         |
| Por etapa             | 14  | 5   | 3   |     |     |     |     |     |     |      |      |      |           |           |
| Líder                 | 3   |     |     |     |     |     |     |     |     |      |      |      |           |           |

| Clasificación |                    |                            |         |       |       |       |
| Posición      | Ciclista           | Equipo                     | General | Etapa | Líder | Total |
| ------------- | ------------------ | -------------------------- | ------- | ----- | ----- | ----- |
| 1.º           | Thibaut Pinot      | Groupama-FDJ               | 125     | 19    | -     | 144   |
| 2.º           | Romain Bardet      | AG2R La Mondiale           | 85      | 8     | -     | 93    |
| 3.º           | Hugh Carthy        | EF Education First         | 70      | 3     | -     | 73    |
| 4.º           | Alexis Vuillermoz  | AG2R La Mondiale           | 60      | -     | -     | 60    |
| 5.º           | Nicolas Edet       | Cofidis, Solutions Crédits | 50      | -     | -     | 50    |
| 6.º           | Giulio Ciccone     | Trek-Segafredo             | 30      | 17    | 3     | 50    |
| 7.º           | Kilian Frankiny    | Groupama-FDJ               | 40      | -     | -     | 40    |
| 8.º           | Julien El Fares    | Delko Marseille Provence   | 35      | 5     | -     | 40    |
| 9.º           | Rudy Molard        | Groupama-FDJ               | 25      | -     | -     | 25    |
| 10.º          | Mathias Le Turnier | Cofidis, Solutions Crédits | 20      | -     | -     | 20    |